# Tipula spinimarginata
Tipula spinimarginata är en tvåvingeart som beskrevs av Alexander 1951. Tipula spinimarginata ingår i släktet Tipula och familjen storharkrankar.
Artens utbredningsområde är Madagaskar. Inga underarter finns listade i Catalogue of Life.